# 48 часа
„48 часа“ (на английски: 48 Hrs.) е американски криминален-екшън комедия филм от 1982 година на режисьора Уолтър Хил, с участието на Еди Мърфи и Ник Нолти. Филмът е дебют в киното за Еди Мърфи.

## Сюжет
Внимание:  Текстът по-долу разкрива сюжета на произведението (или части от него)!
Джак Кейтс е кораво ченге, което е по следите на двама жестоки убийци на полицаи. Той няма никакъв шанс да ги залови без помощта на елегантния хитрец Реджи Хамънд, излежаващ присъда за кражба на половин милион долара. Това странно партньорство предизвиква невероятни комични ситуации, докато двамата преследват различните си цели: Джак иска да залови престъпниците, а Реджи просто търси парите и отдавна жадуваната женска компания.

## В ролите
| Изпълнител         | Роля            |
| ------------------ | --------------- |
| Ник Нолти          | Джак Кейтс      |
| Еди Мърфи          | Реджи Хамънд    |
| Джеймс Ремар       | Албърт Ганц     |
| Дейвид Патрик Кели | Лутер           |
| Сони Лендъм        | Били Беър       |
| Брайън Джеймс      | Бен Кехо        |
| Анет О'Тул         | Илейн Маршал    |
| Франк Макрий       | Капитан Хейдън  |
| Кери Шърман        | Розали          |
| Джонатан Банкс     | Детектив Олгрен |